# الحمراء (فرع العدين)

تعديل مصدري - تعديل

الحمراء محلة تابعة لقرية الركب، التابعة لعزلة العاقبة بمديرية فرع العدين إحدى مديريات محافظة إب في الجمهورية اليمنية، بلغ تعداد سكانها 54 حسب تعداد اليمن لعام 2004.